# Werner Teufl
Werner Teufl (* 8. Mai 1936 in Kopenhagen; † 10. August 2024 in München) war ein deutscher Gastronomiekritiker und Film- und Sachbuchautor.

## Werdegang
Teufl wuchs in München auf. Er absolvierte eine Ausbildung im Hotel- und Gastronomiegewerbe und leitete dann mehr als 20 Jahre den Einkauf eines großen Handelsunternehmens. Im Alter von 54 Jahren machte er sich selbständig und bot seitdem kulinarische Seminare an.
Daneben war er Verfasser von Büchern zur Ess- und Trinkkultur im In- und Ausland und produzierte zahlreiche Filme. Für die Sendereihe Schlemmerreise im Bayerischen Fernsehen drehte er seit 1998 mehr als 500 Folgen. Seit 2005 laufen seine Filme auch in der Sendereihe Landgasthäuser. Die von Teufl produzierte TV-Serie „Die schönsten Landgasthäuser Deutschlands“ startete im Oktober 2012 im Rahmen des ARD-Buffet. Teufl produzierte auch Imagefilme für das Gastronomiegewerbe. Für sein Werk erhielt Teufl mehrere nationale und internationale Auszeichnungen.